# Ruosteranta
Ruosteranta is een gehucht binnen de Zweedse gemeente Pajala. Het is gelegen aan de Muonio en ligt tegenover Ylimuonio. In vroeger tijden stond op deze plaats een kerk, omdat Finnen voor het katholieke geloof naar Zweden moesten uitwijken. In Finland heerste toen het Russisch-orthodoxe geloof, opgelegd door Rusland.
Aareavaara · Anttis · Huukki · Isovaara · Jarhois · Juhonpieti en Erkheikki · Junosuando · Kainulasjärvi · Kangos · Kardis · Kassa · Kätkesuando · Käymäjärvi · Kaunisvaara · Kengis · Kenttä · Keräntöjärvi · Kieksiäisvaara · Kiilarova · Kihlanki · Kitkiöjärvi · Kitkiöjoki · Kolari · Kompelusvaara · Korpilombolo · Kurkkio · Lahenpää · Lahnajärvi · Lautakoski · Liviöjärvi · Lovikka · Männikkö · Muonionalusta · Muodoslompolo · Narken · Nuuksujärvi · Ohtanajärvi · Oksajärvi · Pääjärvi · Pajala · Parkalompolo · Pentäsjärvi · Peräjävaara · Pimpiö · Ristimella · Ruosteranta · Sahavaara · Saittarova · Salmijärvi · Särkimukka · Sattajärvi · Selkäjärvi · Suaningi · Talinen · Tärendö · Teurajärvi · Torinen · Törmäsniva · Tornefors